# ارضة (الحيمة الداخلية)

تعديل مصدري - تعديل

ارضة هي إحدى قرى عزلة بني النمري بمديرية الحيمة الداخلية التابعة لمحافظة صنعاء، بلغ تعداد سكانها 144 نسمة حسب تعداد اليمن لعام 2004.